# Bangladéšské letectvo
Bangladéšské letectvo (bengálsky বাংলাদেশ বিমান বাহিনী) je letecká složka ozbrojených sil Bangladéše. Má k dispozici 5 leteckých a 1 radarovou základnu s dodatečnými letišti spadajícími pod správu jednotlivých leteckých základen.

## Historie

### Vznik
Během druhé světové války bylo Brity na území dnešního Bangladéše vybudováno několik letišť. Po rozdělení Indie a Bengálska v roce 1947 na Indii a Pákistán, který byl rozdělen na Islámský stát Pákistán a východní Pákistán. Právě východní Pákistán se po krátké a intenzivní osvobozenecké válce v roce 1971 stal dnešním Bangladéšem. Bengálští důstojníci a piloti se po rozdělení Indie a Bengálska přidali k Pákistánu. Po vyhlášení války za nezávislost bylo z těchto důstojníků 28. září 1971 na indickém letišti Dimapur zformované letecké křídlo. Výzbroj, kterou mělo křídlo k dispozici se skládala z letadel DC-3, DHC-3 Otter a vrtulníků Alouette III. Později byla v rámci křídla vytvořená jednotka s názvem "Kilo".

### Stíhačky

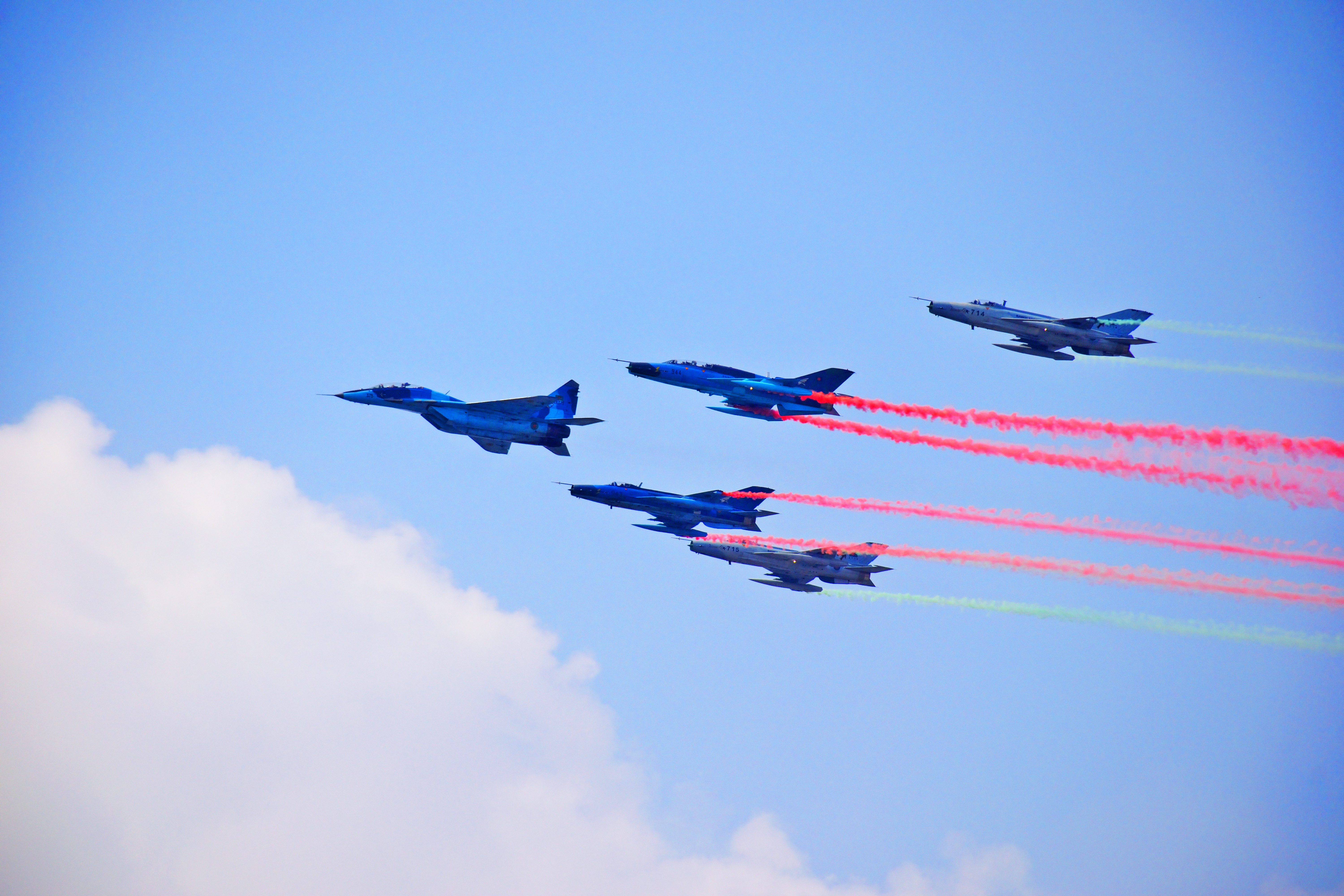
Letouny MiG-29 a F-7 během přehlídky v roce 2016

31. ledna 1972 vznikla 507. eskadra a zpočátku měla ve výzbroji letadla T-33 a F-86E, přičemž F-86 sloužily pouze do září 1972. Téměř o rok později se do výzbroje jednotky dostaly nové stíhačky MiG-21MF v počtu 6 ks a 2 ks cvičných MiG-21UM. Na stíhací výcvik byly v roce 1979 pořízeny stroje Chengdu JJ-5, které sloužily do roku 1986. MiG-21 byl vyřazen ze služby v roce 1990. V roce 1989 bylo dodáno 16 stíhaček Chengdu F-7MB a 9 dvousedadlových FT -7MB a jejich úkolem bylo nahradit MiG-21. Pozemní podporu zabezpečují stroje Nanchang-Q5 (A-III) zavedené v roce 1986. Několik z nich bylo podrobeno generální opravě v Číně, jiné podstoupily prodloužení technického života o 9 let. Pro výcvik pilotů bylo v roce 1995 pořízených 8 ks dvoumístných L-39ZA, které zároveň slouží k útokům na pozemní cíle. V roce 2000 bylo dodáno 8 MiGů-29, z toho 6 jednomístných a 2 dvoumístné. První piloti MiGů-29 byli vycvičeni v Rusku, přičemž společnost RSK MiG vyslala svých specialistů i do Bangladéše, kde cvičili tamní piloty. V roce 2005 zakoupil Bangladéš dalších 16 strojů F-7, přičemž šlo o 12 ks pokročilejších F-7BG a 4 ks dvoumístných FT-7BG. První stroje z této objednávky dorazily do Bangladéše v roce 2006. V listopadu 2011 byl podepsán kontrakt k dodání dalších 16 ks F-7BGI, skládající se z 12 jednomístných a 4 dvoumístných strojů FT-7BGI. Všechny tyto stroje měly být dodány do konce roku 2013. V současnosti je nejmodernější stíhačkou ve výzbroji bangladéšských vzdušných sil MiG-29.

### Vrtulníky
Prvními vrtulníky bangladéšského letectva byly Aérospatiale Alouette III, doplněné v roce 1973 sovětskými Mi-8, které následně sloužily do roku 1995. V roce 1977 pořídilo letectvo americké vrtulníky Bell 212, sloužící dnes na převoz VIP osob a pro pátrací a záchrannou službu. V roce 1982 byly do výzbroje zařazeny vrtulníky Bell 206L, na kterých až dodnes probíhá výcvik pilotů vrtulníků. V roce 1991 byla bangladéšská letecká základna Zahura Haque zasažena cyklonem, který zničil přibližně 40 letadel a vrtulníků. V roce 1991 byly zakoupeny první stroje Mi-17.

### Dopravní letectvo
Dopravní letectvo bylo od roku 1973 vybaveny strojem An-24, vyřazeným v roce 1977. Nahradil ho An-26, který byl v provozu do roku 1989. Jeho náhradou se staly 3 ks An -32, z nichž poslední byl dodán v roce 1995. V rámci vojenské spolupráce prodali USA v roce 2001 Bangladéši 4 letouny C-130B Hercules. V roce 2015 zakoupeny 3ks nových letounů L410UVP-E20 z Aircraft Industries a.s.

### Budoucnost
V současnosti je okolo 70% letadel a vrtulníků bangladéšských vzdušných sil starší než 20 let, přičemž 40% z tohoto počtu je ve službě více než 25 let. Tento fakt znamená, že bez větší modernizace zanedlouho stroje dosáhnou konce svého technického života. Podle zveřejněných údajů by měly být jako první vyřazeny stroje Nanchang Q-5 (A-5) a to v průběhu 4-5 let. V rámci jejich náhrady se uvažuje o letadlech F-16, Su-30 nebo Chengdu J-10. Aero L-39ZA by mělo sloužit ještě 12-14 let a později bude nahrazeno pokročilým cvičně-bojovým letounem jako např. Jak-130, Hongdu L-15 nebo M-346. V současnosti bangladéšské letectvo také hledá 8-12 místní transportní stroj, který by nahradil vyřazené stroje T-37. V tomto roce (2012) budou doručeny další 3 ks vrtulníků Mi-171S a první letouny F-7BGI. Rovněž probíhají jednání o nákupu 2-4 ks dopravních letadel C-130H.

## Výcvik
První kurzy pro budoucí piloty bangladéšských vzdušných sil byly otevřeny 4. prosince 1974. Výcvik zastřešuje letecké výcvikové křídlo, které se skládá ze tří eskader. Ty mají ve výzbroji stroje Nanchang CJ-6 a vrtulníky Bell 206L. Teprve nedávno byly z výzbroje vyřazeny cvičné letouny T-37B. První dodávka strojů CJ-6 byla dodána v roce 1977, přičemž spolu jich bylo dodáno 41 ks, ovšem v provozu je jich dnes jen 24 ks. Do prosince 1997 sloužily k výcviku i stroje Fouga Magister, které byly od roku 1996 nahrazovány dvanácti T-37B z přebytků USAF. Vrtulníkový výcvik probíhá na strojích Bell 206L.

## Organizace
| Název jednotky                  | Základna                                | Typ letadla                       |
| ------------------------------- | --------------------------------------- | --------------------------------- |
| 1.eskadra                       | Zahura Haque, Chittagong                | Mi-17 / Mi-171 / Bell 212         |
| 3.eskadra                       | Zahura Haque, Chittagong                | An-32A / B                        |
| 5.eskadra                       | Kurmitola, Dháka                        | F-7BG / FT-7BG                    |
| 8.eskadra                       | Kurmitola, Dháka                        | MiG-29B / UB                      |
| 9.eskadra                       | Tejgaon, Dháka                          | Bell 212                          |
| 11.eskadra                      | Letecká akademie Matiur Rahman, Jessore | PT-6                              |
| 15.eskadra                      | Letecká akademie Matiur Rahman, Jessore | T-37 (nedávno vyřazené)           |
| 18.eskadra                      | Letecká akademie Matiur Rahman, Jessore | Bell 206L                         |
| 21.eskadra                      | Zahura Haque, Chittagong                | Q-5 (A-5III), FT-6                |
| 25.eskadra                      | Zahura Haque, Chittagong                | L-39ZA                            |
| 31.eskadra                      | Tejgaon, Dháka                          | Mi-17 / Mi-171                    |
| 35.eskadra                      | Kurmitola, Dháka                        | F-7MB / FT-7MB                    |
| 101. speciální letecká jednotka | Tejgaon, Dháka                          | Mi-17 / Mi-171 / Mi-171V / C-130B |

## Letadlový park
| Letadlo                 | Fotografie      | Země původu     | Typ | Verze                  | V provozu       | Poznámky                                                                                         |
| Stíhací letadla         | Stíhací letadla | Stíhací letadla | Stíhací letadla                                                                                        | Stíhací letadla        | Stíhací letadla | Stíhací letadla                                                                                  |
| ----------------------- | --------------- | --------------- | --- | ---------------------- | --------------- | ------------------------------------------------------------------------------------------------ |
| MiG-29                  |                 | Rusko           | Stíhací                                                                                                | B UB                   | 6 2             | Nedávno se podrobily 4 ks MiG-29 generálním opravám na Ukrajině.                                 |
| Chengdu F-7             |                 | Čína            | Stíhací                                                                                                | MB BG                  | 37              |                                                                                                  |
| Bojová letadla          |                 |                 | |                        |                 |                                                                                                  |
| Shenyang J-6            |                 | Čína            | Bojový                                                                                                 |                        | 6               | Nahradí ho Jak-130.                                                                              |
| Cvičná letadla          |                 |                 | |                        |                 |                                                                                                  |
| Aero L-39 Albatros      |                 | Československo  | Základní a pokračovací výcvik                                                                          | L-39ZA                 | 7               |                                                                                                  |
| Nanchang CJ-6           |                 | Čína            | Základní výcvik                                                                                        | A                      | 24              | Některé byly modernizovány instalací GPS navigace.                                               |
| Transportní letadla     |                 |                 | |                        |                 |                                                                                                  |
| Antonov An-32           |                 | Ukrajina        | Transportní                                                                                            | A B                    | 2 1             | Slouží na transport, námořní hlídkování a bombardování. Pro tento účel jsou vybaveny 4 Zavěšení. |
| Lockheed C-130 Hercules |                 | USA             | Transportní                                                                                            | B                      | 4               | V roce 2012 zakoupené 4 ks C-130E, datum dodání neznámý.                                         |
| Vrtulníky               |                 |                 | |                        |                 |                                                                                                  |
| Bell 206                |                 | USA             | Cvičný                                                                                                 | L-2 L-4                | 4               |                                                                                                  |
| Mil Mi-17               |                 | Rusko           | Transportní pokročilý výcvik spojovací úkoly, průzkum záchranné a pátrací operace VIP transport útočný | Mi-17H Mi-171V Mi-171S | 17 2 6          | V roce 2012 budou dodány další 3 ks Mi-171S.                                                     |
| Bell 212                |                 | USA             | Průzkum záchranné, pátrací a speciální operace útočný                                                  |                        | 16              |                                                                                                  |
| AW139                   |                 | Itálie          | Průzkum záchranné, pátrací a speciální operace                                                         |                        | 0               | 2 objednané                                                                                      |
| Celkem                  |                 |                 | |                        | 132             | (75 letadel a 57 vrtulníků)                                                                      |